# Sint-Aldegondiskerk (Recht)

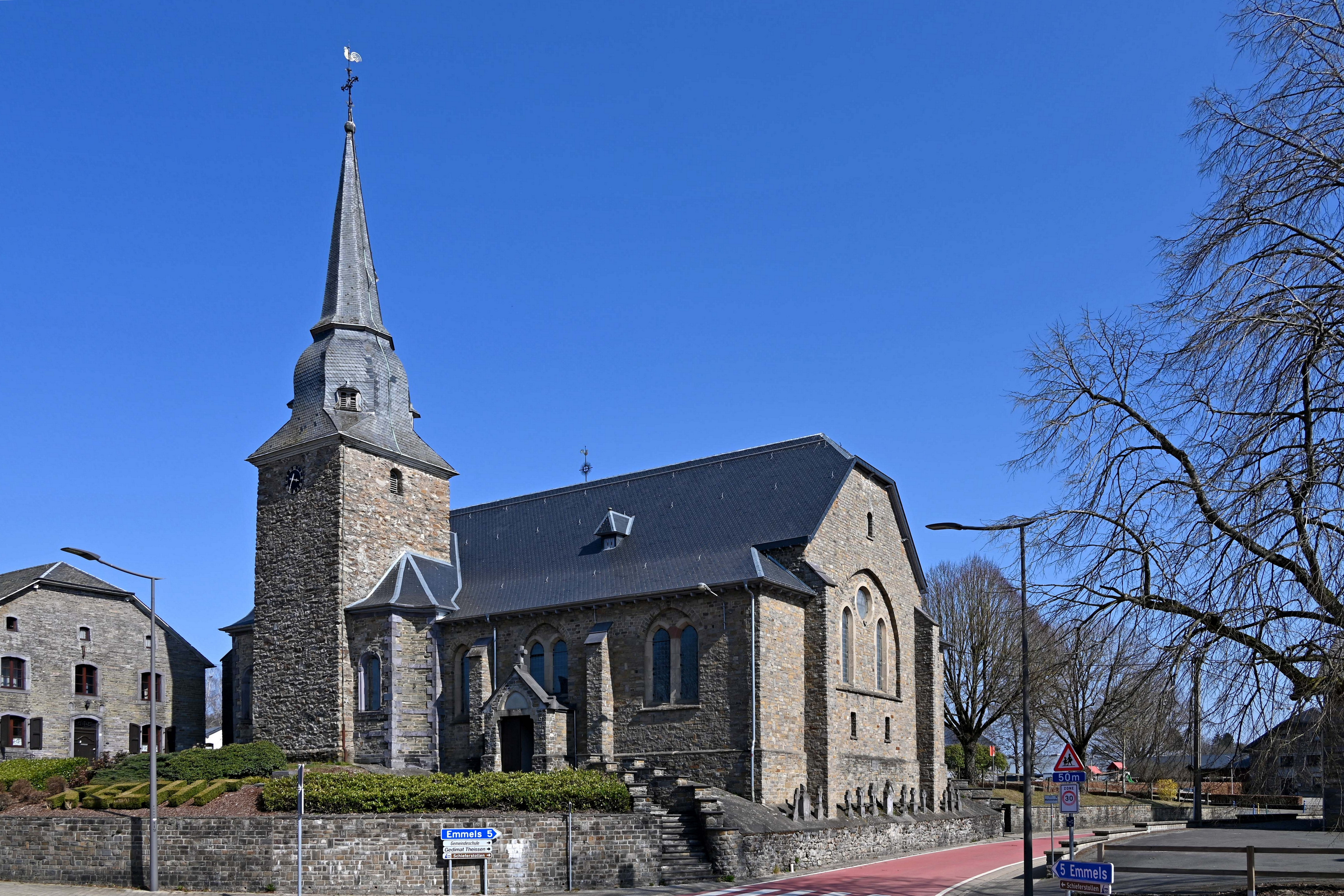
Sint-Aldegondiskerk

De Sint-Aldegondiskerk (Duits: Sankt Aldegundiskirche) is de parochiekerk van de tot de Luikse gemeente Sankt Vith behorende plaats Recht.

## Geschiedenis
In 1496 was sprake van een kapel op deze plaats, welke in 1732 tot parochiekerk werd verheven. De huidige kerk is van 1925 en architect was Emile Deshayes.  In het kerkgebouw zijn delen van de vroegere kapel van 1496 bewaard gebleven. Dit betreft het gotische koor en de ronde boog boven het ingangssportaal. In 1754 en 1771 vonden wijzigingen plaats. In 1771 werd ook de toren met achtkantige helmvormige spits gebouwd. Ook een aantal reliëfs en een stenen kruis werden in het nieuwe gebouw opgenomen.

## Gebouw
Het is een gebouw in zandsteen uitgevoerd, met een door leien bedekt dak. De toren is gebouwd in breuksteen en heeft een vierkante plattegrond. De kerk heeft een 18e-eeuwse piëta.